# Cannonball 3
Série
Cannonball 2
(1984)
Pour plus de détails, voir Fiche technique et Distribution.
Cannonball 3 (Speed Zone!) est un film canadien réalisé par Jim Drake, sorti en 1989. Il s'agit du troisième et dernier film de la saga cinématographique américaine débutée avec L'Équipée du Cannonball.

## Synopsis
La course du Cannonball déclarée illégale par les autorités a bien failli ne pas avoir lieu, la police ayant arrêté tous les participants la veille du départ. Mais de nouvelles recrues ont su prendre le relais sur le champ. De Washington à Los Angeles, toutes les forces de police sont en alerte pour cette nouvelle course effrénée et mouvementée de 6 000 kilomètres au cours de laquelle tous les coups sont permis.

## Fiche technique
- Titre original : Speed Zone!
- Titre français : Cannonball 3
- Réalisation : Jim Drake
- Scénario : Michael Short
- Producteur : Murray Shostak
- Musique : David Wheatley
- Pays :  Canada
- Durée : 94 minutes
- Date de sortie : 1989
- Langue : Anglais
- Video : sortie en VHS le 10 juin 1993, mais toujours inédit en DVD en France

## Distribution
- John Candy : Charlie Cronan
- Eugene Levy : Leo Ross
- Joe Flaherty : Vic DeRubis
- Donna Dixon : Tiffany
- Matt Frewer : Alec Stewart
- Tim Matheson : Jack O'Neill
- Mimi Kuzyk : Heather Scott
- John Schneider : Donato
- Alyssa Milano : Lurleen
- Lee Van Cleef : le vieux qui pêche avec son petit-fils
- Melody Anderson : Lea Roberts
- Peter Boyle : le chef de la police
- Carl Lewis : lui-même
- Brooke Shields : elle-même